# Río Trent
El río Trent (del inglés: River Trent) es uno de los ríos más importantes de Inglaterra. Nace en el condado de Staffordshire entre Biddulph y Mow Cop. Fluye a través de las Midlands (West Midlands frontera natural entre el norte y sur de Inglaterra) hasta que confluye con el río Ouse en las cataratas de Trent (Trent Falls) para formar el estuario de El Humber, y desemboca en la parte inferior del mar del Norte entre Kingston upon Hull e Immingham.

## Etimología
El nombre de Trent proviene de una palabra celta que posiblemente significa "fuerte inundación". Si especificamos aún más, el nombre provendría de una contracción de dos palabras celtas: tros ("por encima de") y hynt ("camino"). Esto puede, efectivamente, indicar que es un río afín a las inundaciones. Sin embargo, una explicación más verosímil sería aquella que afirma que este río se consideraba factible para ser cruzado principalmente por medio de vados. Esto puede explicar la presencia del término celta rid ("vado") en varios nombres de lugares a lo largo del Trent, como por ejemplo "Hill Ridware".

## Tramos navegables
El río es navegable en los 188 km de su trayecto por debajo de Burton upon Trent. El canal de Trent y Mersey (Trent and Mersey Canal) proporciona una ruta navegable hasta las famosas fábricas de cerámica de Stoke-on-Trent y se une al Trent en Shardlow.
Nottingham parece haber sido la cabeza de navegación más antigua, pero esto se amplió a "Wilden Ferry", como resultado de los esfuerzos de la familia Fosbrooke de Shardlow tras la Restauración inglesa. En 1699, Lord Paget consiguió del Parlamento una ley para poder ampliar la zona navegable del río hasta Burton; sin embargo, no se hizo nada de forma inmediata. En 1711, Lord Paget concedió estos derechos a George Haynes, quien llevó a cabo mejoras para abrir el río hasta Burton. Monopolizó el transporte de mercancías, con lo cual creó descontento entre los comerciantes y fomentó así el tráfico de mercancías sin licencia. Continuó su negocio con la empresa 'Burton Boat Company', que más tarde ya no pudo competir cuando se abrió el Canal de Trent y Mersey (Trent and Mersey Canal). Finalmente, en 1805 se llegó a un acuerdo con Henshall & Co., empresa líder en transportes por canal, para cerrar el río por encima de "Wilden Ferry". Aunque el río es todavía navegable antes de Shardlow, es probable que el acuerdo marque el fin del uso de este tramo del río para fines de navegación comercial.
Es de los pocos ríos ingleses que fluyen hacia el norte (en su segunda mitad), y es también especial por una crecida en la marea, el "Aegir". La zona drenada por el río incluye la mayor parte de la zona norte de los Midlands.

## Lugares
Ciudades y pueblos por los que pasa, o cercanos al río, son:
- Stoke-on-Trent
- Stone, Staffordshire
- Rugeley
- Lichfield
- Burton upon Trent
- Castle Donington
- Rampton, Nottinghamshire
- Derby
- Beeston, Nottinghamshire
- Nottingham
- Newark-on-Trent
- Gainsborough
- Scunthorpe